# Guido dei Bonacolsi
Guido dei Bonacolsi (XIII secolo – Mantova, 21 gennaio 1309) è stato un politico italiano.

## Biografia
Figlio primogenito di Giovanni (suo padre era Pinamonte dei Bonacolsi) detto Gambagrossa e nipote di Bardellone, Guido detto Botticella (o Bottesella) fu il terzo membro della famiglia a governare Mantova tra il 1299 e il 1309. Il 2 luglio 1299, grazie all'aiuto di Bartolomeo I della Scala, riuscì a prendere il potere cacciando lo zio Bardellone.
Fece edificare nel 1299 la Magna Domus, che segna l'inizio delle costruzioni del complesso edilizio che oggi costituiscono il Palazzo Ducale di Piazza Sordello.
Il 18 novembre 1308 a Guido, colpito da infermità, si associa il fratello Rinaldo nel governo, venendo nominato suo vicario e successore.
Fu ricordato come un buon governante e lasciò per testamento parte dei suoi beni ai poveri.
Morì nel 1309 e gli succedette il fratello più giovane Rinaldo, detto Passerino.

## Discendenza
Guido sposò la prima volta Franceschina Maggi di Brescia.
 Nel 1299 si risposò con Costanza della Scala di Verona dalla quale ebbe due figlie, sancendo un'alleanza strategica tra Mantova e Verona:
- Agnese
- Fiordaliso

## Ascendenza
|                        |     |                | Genitori              |  |  | Nonni                   |  |  | Bisnonni              |  |
|                        |     |                |                       |  |  | Pinamonte dei Bonacolsi |  |  | Martino dei Bonacolsi |  |
|                        |     |                |                       |  |  | Pinamonte dei Bonacolsi |  |  | Martino dei Bonacolsi |  |
|                        |     | ...            |                       |  |  | Pinamonte dei Bonacolsi |  |  |                       |  |
| Giovanni dei Bonacolsi |     |                |                       |  |  | Pinamonte dei Bonacolsi |  |  |                       |  |
|                        |     | ? Da Correggio | Guido II da Correggio |  |  |                         |  |  |                       |  |
|                        |     | ? Da Correggio | Guido II da Correggio |  |  |                         |  |  |                       |  |
|                        |     | ? Da Correggio | Mabilia della Gente   |  |  |                         |  |  |                       |  |
| Guido dei Bonacolsi    |     | ? Da Correggio |                       |  |  |                         |  |  |                       |  |
|                        | ... | ...            |                       |  |  |                         |  |  |                       |  |
|                        | ... | ...            |                       |  |  |                         |  |  |                       |  |
|                        | ... | ...            |                       |  |  |                         |  |  |                       |  |
| N.N.                   | ... |                |                       |  |  |                         |  |  |                       |  |
|                        |     | ...            | ...                   |  |  |                         |  |  |                       |  |
|                        |     | ...            | ...                   |  |  |                         |  |  |                       |  |
|                        |     | ...            | ...                   |  |  |                         |  |  |                       |  |
|                        |     | ...            |                       |  |  |                         |  |  |                       |  |